# Jyldyz Mambetalieva
Jyldyz Jeenbaevna Mambetalieva (kirghize : Жылдыз Жээнбаевна Мамбеталиева, née le 26 janvier 1971 à Frunze en République socialiste soviétique kirghize en URSS) est une femme politique kirghize.

## Biographie
À la suite de l'obtention de son diplôme en droit de l'Université d'État de Kazan en 1993, Mambetalieva devient consultante à la Cour constitutionnelle kirghize une année avant de devenir procureure dans la province d'Och. Elle continue de gravir les échelons jusqu'en 2008, où elle devient ministre adjointe de la Justice. En février, alors qu'elle est toujours à ce poste, le ministre Almambet Shykmamatov annonce qu'il va démissionner dû à un conflit avec un autre membre du gouvernement, Daniyar Narymbaev. Cette menace sera mise à exécution le 10 février, moment où Mambetalieva devient ministre.
Son début de mandat est mouvementé avec la proposition d'une loi semblable à celle passée deux ans plus tôt en Russie. Le ministère de la Justice, mené pas Mambetalieva, s'oppose à cette loi, ce qui lui veut le support de divers organismes internationaux comme Human Rights First. L'année suivante, le ministère est frappé par un nouveau défi concernant la constitution du pays. En effet, alors que le pays est en pleine campagne en lien avec un référendum constitutionnel, une dispute éclate entre son ministère et le président Almazbek Atambaev au sujet de l'endroit où se trouve la constitution. Chacun clame que l'autre possède le document original, cependant, aucune trace de ce dernier n'est trouvé. Membetalieva perd son poste quelques semaines plus tard lors d'un remaniement ministériel orchestré par le premier ministre et futur président Sooronbay Jeenbekov, elle est remplacée par Uran Akhmetov.